# Sant Jaume de Ferran
Sant Jaume és l'església parroquial del poble de Ferran, del municipi d'Estaràs, inclosa en l'Inventari del Patrimoni Arquitectònic de Catalunya. Es tracta d'una construcció remodelada dins del nucli urbà i oberta a la plaça de l'Església.

## Arquitectura

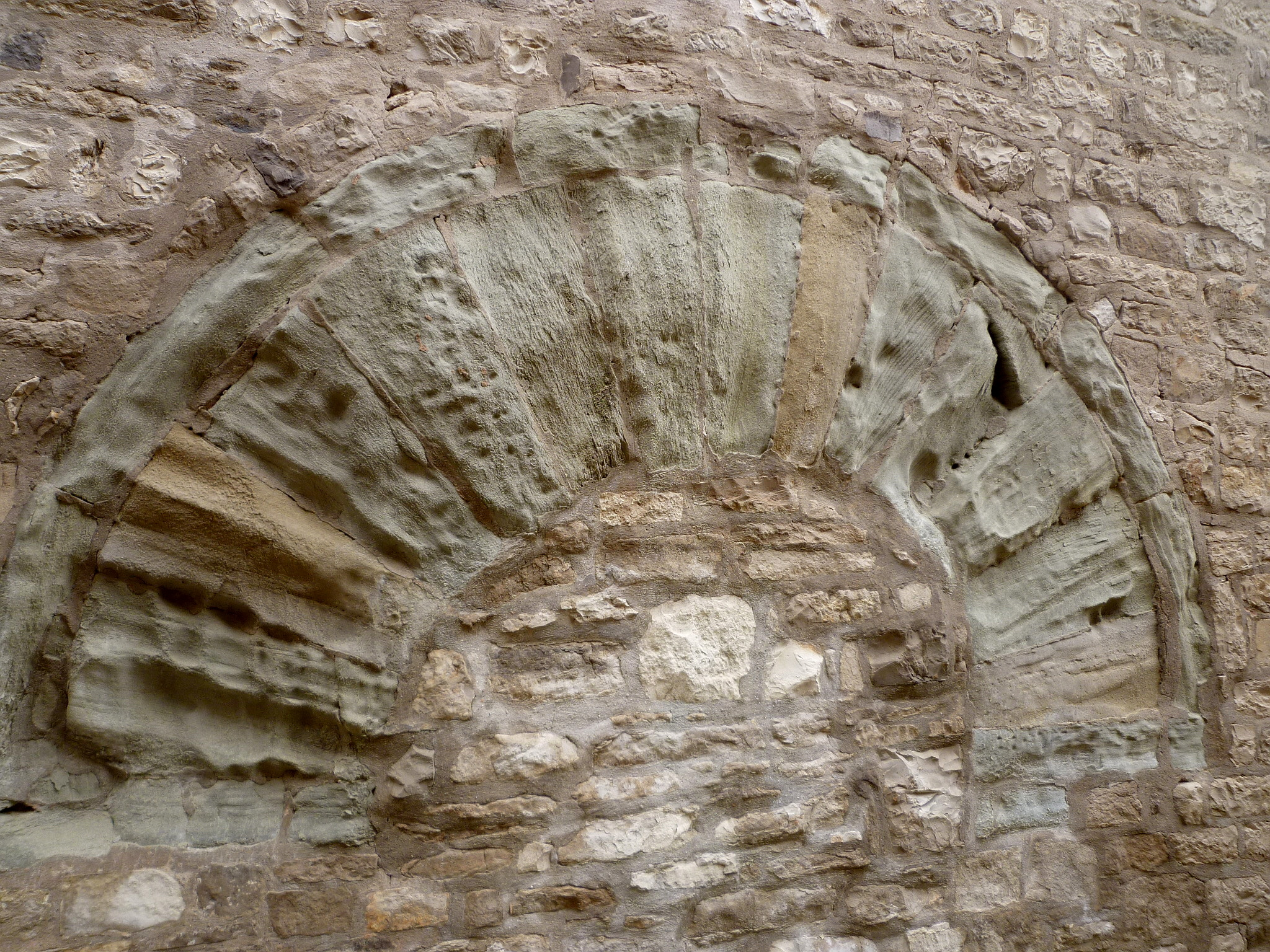
Antiga porta tapiada

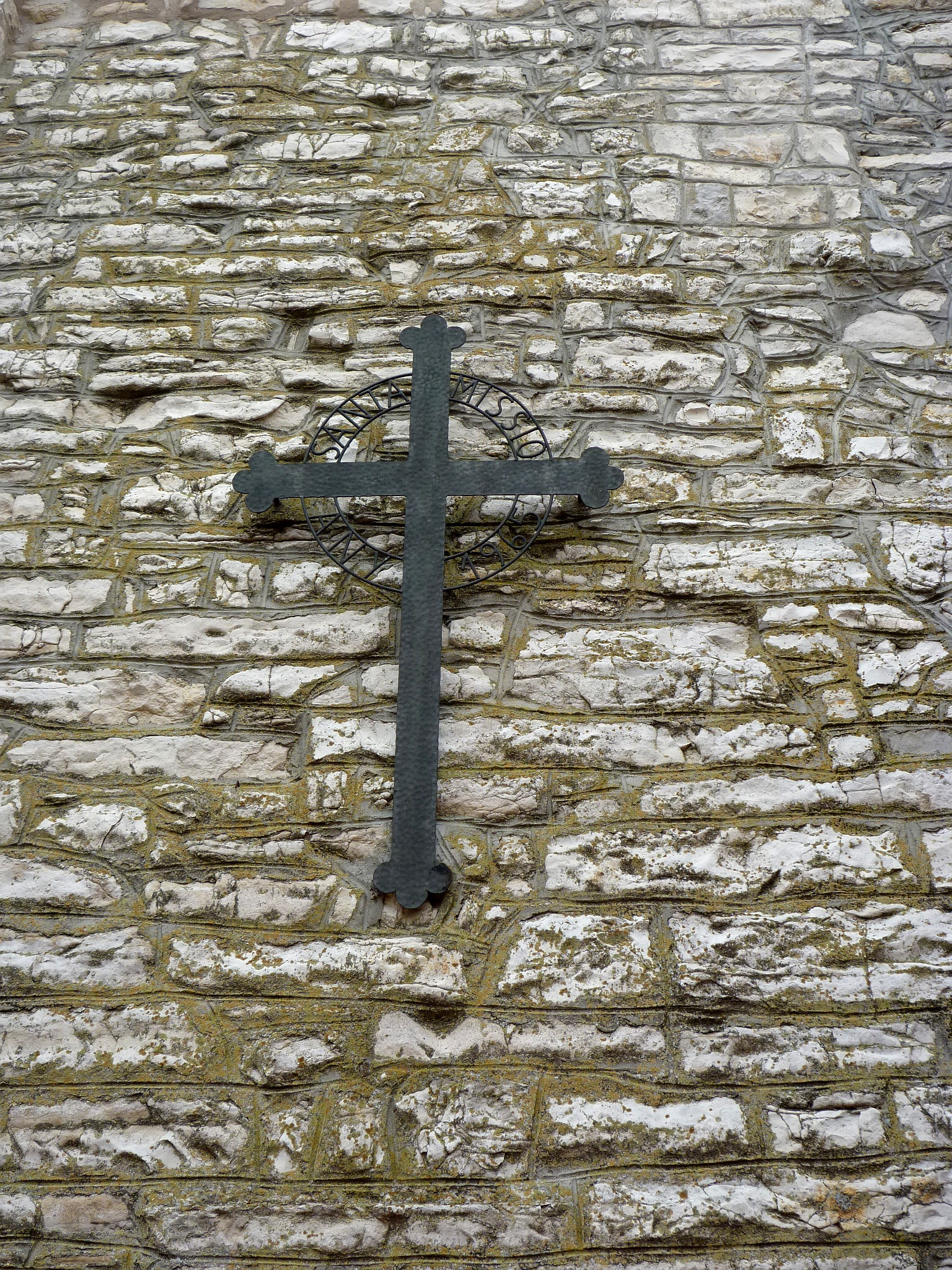
Creu de la Santa Missió

L'edifici és d'una sola nau amb volta de canó, capella afegida a la façana de migjorn, torre campanar, capçalera plana i ràfec de teula i maó disposant una decoració dentada que ressegueix tot el seu perímetre. L'actual porta d'accés, oberta a la façana de migjorn, respon a reformes posteriors que van alterar la primitiva estructura de l'edifici. Amb tot encara ens queden les restes d'una primitiva porta d'accés a l'edifici, d'arc de mig punt adovellat, actualment tapiada, i situada a la façana de ponent. També destaquem la torre campanar situada a un costat de la façana de ponent i migjorn, d'estructura quadrada, amb obertura de quatre ulls d'arc de mig punt, cornisa dentada decorada amb maó disposat en cantells i coberta plana. La presència d'una estructura rectangular a la cara de migjorn de la torre campanar, ens indica una modificació posterior respecte al seu alçat, doblant la seva primitiva mida. Finalment destaquem també, la presència d'una creu monumental adossada al mur de migjorn i situada a l'esquerra de la porta d'accés. Es tracta d'una creu de tipus llatina amb els extrems trevolats, on apareix una inscripció emmarcada en una doble circumferència "SANTA MISSIÓ ANY 1965". L'església parroquial de Sant Jaume presenta un parament paredat amb pedra del país.

## Història
No hi ha gaires referències d'aquesta església però l'any 1196 el papa Celestí III va redactar una butlla confirmant les propietats del monestir de Sant Benet de Bages i en ella hi consta l'església de Ferran i Malacara, les quals han estat sempre molt unides. Malacara sempre ha estat subordinada, que no sufragània, de la de Ferran i des del segle xiii han compartit rector. La documentació d'aquestes dues esglésies va ser destruïda durant la guerra civil.
Sant Jaume va pertànyer en un principi al bisbat de la Seu d'Urgell, fins que l'any 1592 es creà el bisbat de Solsona i passà a dependre d'ells.
Durant una de les campanyes de reformes, es trobà als murs del recinte una imatge de Sant Jaume. Està feta de pedra, datada en un moment romànic tardà i actualment es conserva al museu diocesà de Solsona.